# جمعية اللغة الويلزية
جمعية اللغة الويلزية (الويلزية: Cymdeithas yr Iaith Gymraeg، غالبًا ما يتم اختصارها إلى Cymdeithas yr Iaith أو Cymdeithas فقط) هي مجموعة ضغط عمل مباشر في ويلز تقوم بحملة من أجل حق الشعب الويلزي في استخدام اللغة الويلزية في كل جانب من جوانب حياتهم. الرئيس الحالي لـ جمعية اللغة الويلزية هو مابلي سيريول.

## التاريخ والخلفية

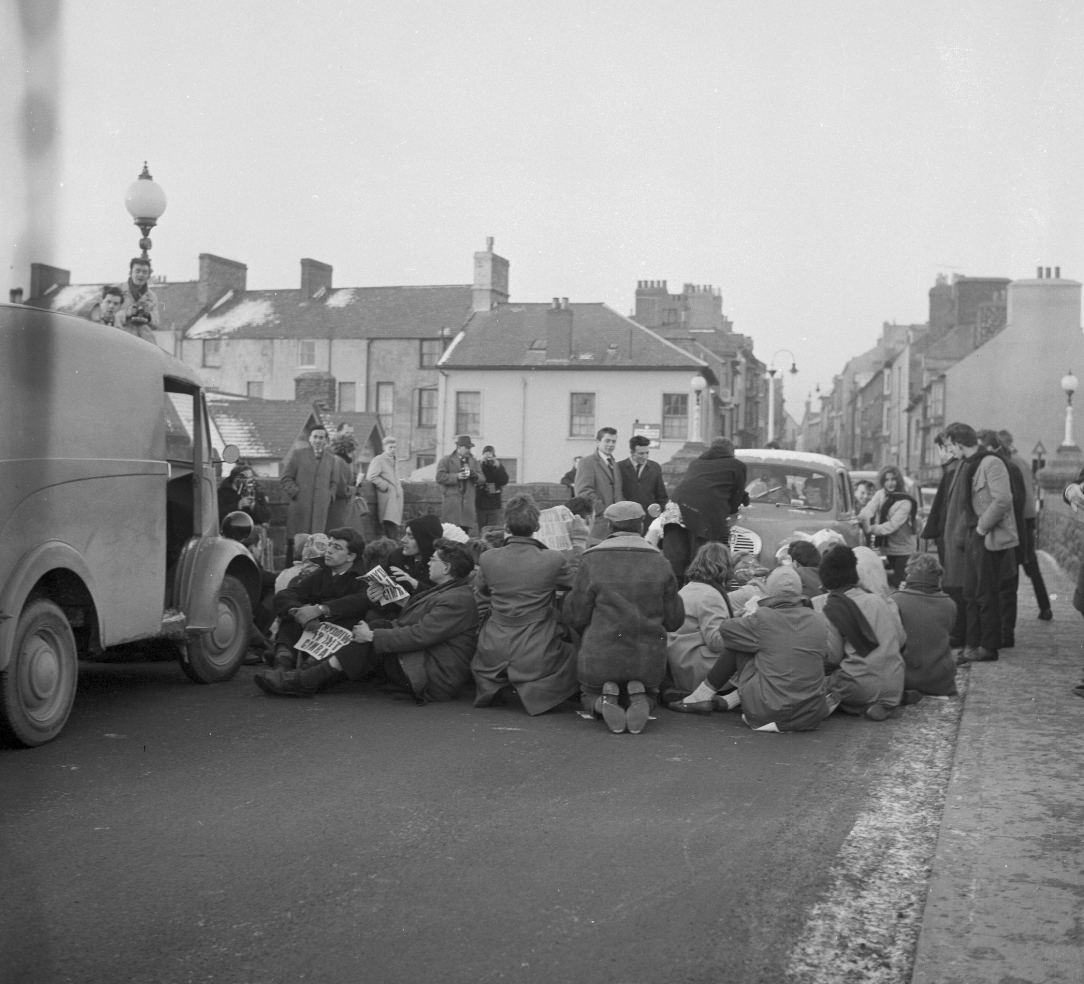
أول احتجاج على جسر تريفشان في أبيريستويث، 1963

تأسست الجمعية في 4 أغسطس 1962 في بونتارديولايس في جنوب ويلز، ولكن لم يكن لها دستور حتى 18 مايو 1963. تشكيل الجمعية بعنوان مصير اللغة.
وقع أول احتجاج عام للجمعية في فبراير 1963 في وسط مدينة أبيريستويث. عندما اتضح أنه لن يتم إلقاء القبض عليهم بسبب الملصقات، انتقلوا بعد ذلك إلى بونت تريفشان في أبيريستويث، حيث كان هناك سبعون عضوًا ومؤيدًا يمسكون "حاجزًا مروريًا على الطرق الوعرة لمدة نصف ساعة.
كانت الحملات الأولى تتعلق بالوضع الرسمي للغة، مع دعوة لإشارات اللغة الرسمية والمدارس والاستمارات الانتخابية وإشارات مكاتب البريد وشهادات الميلاد وما إلى ذلك. المنشور الوحيد للجمعية («لسان التنين») وصمم الشعار.

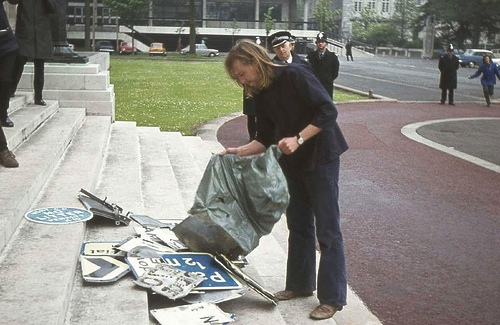
المتظاهرون يرمون لافتات الطرق المكتوبة بالإنجليزية فقط عند درجات مكتب ويلز في كاثي بارك، كارديف. بدأ هذا في عام 1970 وانتهى في عام 1972.

تشمل جمعية اللغة الويلزية والأرقام المرسلة إلى السجن الإجراءات النموذجية رسم شعارات على المباني المملوكة للشركات، وأضرار جنائية طفيفة أخرى. في بداية السبعينيات، بدأ المجتمع في حملته من أجل خدمة إذاعية وتلفزيونية باللغة الويلزية. تأسس راديو سيمرو في عام 1977، ولكن في عام 1979 أعلنت حكومة المحافظين بقيادة مارغريت تاتشر أنه لن يتم تشكيلها. رفض بعض المتظاهرين شراء تراخيص التلفزيون والبعض الآخر تسلق أبراج التليفزيون وغزو استوديوهات التلفزيون. عكست الحكومة موقفها وأطلقت قناة تلفزيونية باللغة الويلزية S4C في عام 1982.
في 24 يوليو 2004 (خمسة أسابيع بعد إطلاقها)، غزت جمعية اللغة الويلزية استوديوهات راديو كارمارثينشاير في ناربرث. كانوا يحتجون على قرار راديو كارمارثنشاير بالحد من كمية برامجها باللغة الويلزية. تم تخزين المكاتب والاستوديوهات أثناء البث المباشر، حيث توقف إذاعة راديو كارمارثينشاير وبيمبروكشاير لمدة خمسة عشر دقيقة. وفقًا لـ كيري جونز (الذي وصف أعضاء المجموعة فيما بعد بأنهم «إرهابيون»)، فقد أصيب مدير مبيعاته، وكان بحاجة إلى علاج في المستشفى لكسر في الرسغ أصيب به خلال المشاجرات التي تلت ذلك. اعتقلت الشرطة أحد عشر ناشطا، وأفرجت عنهم على ذمة المزيد من التحقيقات. وفي وقت لاحق تم العثور على ستيفان كرافوس غير مذنب بالتسبب في أذى جسدي خطير.
ادعى المجتمع أن 50٪ من إنتاج راديو كارمارثنشاير كان بالويلزية، لكن أقل من 5٪ أصدرت أوفكوم راديو كارمارثينشاير بتحذير «البطاقة الصفراء» في أواخر عام 2004؛ أي مطالبات أخرى يجب أن تقدمها المحطة لتكون في وضع جيد.
في عام 2015، بدأ المجتمع في الدعوة إلى توسيع نطاق التعليم الويلزي المتوسط ليشمل كل تلميذ مدرسة في ويلز، لمنحهم القدرة على التواصل والعمل باللغة. وقد أيد هذه الدعوة الأكاديمي ديفيد كريستال والأكاديمية كريستين جيمس.

## الحملات
وفقًا لموقع الويب الخاص بالمجموعة اللغوية، فقد ساهمت حملاتها في تأمين التغييرات التالية في السياسة للغة:
- الستينيات - لافتات طريق ثنائية اللغة

- السبعينيات - حملة قناة تلفزيونية باللغة الويلزية

- 1982 - تم إنشاء S4C، القناة التلفزيونية الوحيدة الناطقة باللغة الويلزية في العالم

- 1980s - حملة من أجل قانون الملكية للمساعدة في الحفاظ على المجتمعات الناطقة باللغة الويلزية

- 1993 - سن قانون اللغة الويلزية لعام 1993، والذي يتطلب من الهيئات العامة تقديم خدمات محدودة باللغة الويلزية

- 2000 - حملة لقانون اللغة الويلزية الجديد؛ حملة للحفاظ على المدارس المحلية

- 2010 - الوضع الرسمي للغة وفقًا لمقياس اللغة الويلزية (ويلز) 2011

- 2011 - تم إنشاء كلية التعليم العالي الويلزية، كوليج سيمراج سينيدلايثول

يمكن تقسيم الحملات الرئيسية إلى أربعة مجالات رئيسية:

### حقوق اللغة الويلزية
في بداية القرن الحادي والعشرين، بدأت جمعية اللغة الويلزية حملة لقانون جديد للغة الويلزية. أعلن قانون اللغة الويلزية لعام 1993 أنه يجب معاملة اللغة الويلزية على أساس المساواة، لكن الجمعية ذكرت أن هذا أقل مما هو مطلوب.
في عام 2007، نشرت الجمعية مقياس اللغة الويلزية نسخة محفوظة 28 مارس 2014 على موقع واي باك مشين. الخاص بها، وأنشأت مكتب مفوض اللغة الويلزية.
في عام 2011، بناءً على مقترحات الرابطة، مفوض اللغة الويلزية 2011، الذي أنشأ اللغة الويلزية كلغة رسمية في ويلز، وقدم مفوض اللغة الويلزية.

### المجتمعات المستدامة
تقود هذه المجموعة عددًا من القضايا، بما في ذلك سياسة الإسكان والتخطيط. منذ الثمانينيات، طُلب من المجموعة إصدار قانون لزيادة عدد المجتمعات التي تعالج عدم المساواة في الدخل والمشاكل البيئية.
في 11 مارس 2014، نشرت المجموعة مسودتها الخاصة «الاعتبارات المادية القانونية لقانون الملكية في نظام التخطيط».

### المستقبل الرقمي
هذه المجموعة تناضل من أجل حقوق رؤية وسماع اللغة. يتضمن ذلك حملات للاستثمار في راديو سيمرو وS4C، بالإضافة إلى وجود اللغة الويلزية على الإنترنت.

### المجموعة التعليمية
يتوفر التعليم الويلزي المتوسط في معظم مناطق ويلز شهادة الثانوية العامة الويلزية للغة الثانية إلزامية في التعليم المتوسط باللغة الإنجليزية. تتطلب هذه المجموعة تحسينات وتوسعًا هائلاً أيضًا في التعليم (الجامعي) والعالي (الجامعي). يتضمن هذا بشكل أساسي كلية فيدرالية الويلزية، والتي من شأنها أن توفر كلية متعددة المواقع توفر دورات وموارد في وسط ويلز.

## الاستجابة لنتائج تعداد 2011
بعد نتائج تعداد 2011، عقدت المجموعة سلسلة من المسيرات عبر ويلز. في التجمع الأول في كارنارفون في ديسمبر 2012، نشرت المجموعة مانيفستو بيو (البيان الحي) الذي حدد عشرات السياسات المصممة لتقوية اللغة. أطلقت الجمعية شعار «أريد أن أعيش في ويلز» (أريد أن أعيش في ويلز) في نفس التجمع.
في 6 فبراير 2013 و4 يوليو 2013، التقى مندوبو المجتمع بالوزيرة الأولى كاروين جونز للضغط من أجل تغييرات سياسية عاجلة في ضوء نتائج التعداد.
نُشرت نسخة منقحة من مانيفستو بيو في يوليو 2013، بعد استشارة عامة واجتماع عام غير عادي عندما تم اعتماد عدد من التعديلات على البيان.
في أغسطس 2013، كتبت المجموعة إلى الوزير الأول كاروين جونز، ومنحه ستة أشهر ليعلن عزمه على إجراء ستة تغييرات في السياسة لصالح اللغة:
- (التعليم الويلزي المتوسط للجميع)
- (العدالة المالية للغة الويلزية)
- (الحكومة الداخلية في ويلز)
- (معايير اللغة لإنشاء حقوق واضحة)
- (نظام تخطيط لصالح مجتمعاتنا)
- (مركز ويلز للتنمية المستدامة)

لم تصدر كاروين جونز أي بيان من هذا القبيل للنوايا بحلول 1 فبراير 2014، وبدأت المجموعة حملة عمل مباشر وعقدت سلسلة من الاحتجاجات في جميع أنحاء البلاد.

## قائمة الرؤساء
- 1962-1963: تيدي ميلوارد وجون ديفيز (سكرتير)

- 1963-1965: جون دانيال
- 1965-1966: سينوج دافيس
- 1966-1967: إيمير ليويلين أولاً ثم غاريث مايلز
- 1967-1968: غاريث مايلز
- 1968-1971: دافيد إيوان
- 1971-1973: جرونا اب ايسلوين
- 1973-1974: امير هيويل
- 1974-1975: ففريد فرانسيس
- 1975-1977: وينفورد جيمس
- 1977-1979: رودري ويليامز
- 1979-1981: واين ويليامز
- 1981-1982: ميري هووس
- 1982-1984: أنغراد توموس
- 1984-1985: كارل ديفيز
- 1985-1987: توني شيافوني
- 1987-1989: هيلين بروسر
- 1989-1990: سيان هاويز
- 1990-1993: ألون لويد
- 1993-1994: أليد ديفيز
- 1994-1996: صاروخ ارويل جونز
- 1996-1998: جاريث كيف
- 1998-1999: برانوين نيكلاس
- 2001-2002: برانوين بريان إيفانز وأليد ديفيز (رئيسان مشاركان)
- 2002-2004 : هو لويس
- 2004-2006: ستيفان كرافوس
- 2006-2007: ستيفان كرافوس
- 2007-2008: هيويل جريفيث
- 2008-2010: منة مشرثة
- 2010-2013: بيثان ويليامز
- 2013-2014: روبن فارار
- 2014 - 2016: جيمي بيفان
- 2016–2018 : هيلد جويندف
- 2018-2019: أوسيان ريس
- 2019-2020: بيثان روث
- 2020 - الآن: مابلي جونز[12]

## الأعضاء البارزون والداعمون السابقون
- جون ديفيز
- تيدي ميلوارد
- جاريث مايلز
- ميك ستيفنز
- أوين أوين
- إمير لولين
- نيد توماس
- ميريديد إيفانز
- بينار ديفيز
- إيريان لويد
- ر. تودور جونز
- بوبي جونز
- ففريد فرنسيس
- مينير فرنسيس
- ميريون بينار
- ميري هووس
- ستيف إيفز
- برين فون
- ستيفان كرافوس
- جوينو تيفي
- جيمي بيفا

## قراءات إضافية
- دافيد إيوان وأرفون جويلم قابلهما روب جيبسون، في Burnett ،Ray (ed.)،Calgacus 3،Spring 1976،pp. 18-21،ISSN 0307-2029

## روابط خارجية
- موقع Cymdeithas yr Iaith نسخة محفوظة 26 يناير 2021 على موقع واي باك مشين. (باللغة الويلزية)
- موقع Cymdeithas yr Iaith (باللغة الإنجليزية)
- وثائق تأسيس الجمعية